# Patty Waters
Patty Waters (* 11. März 1946 in Iowa; † 29. Juni 2024) war eine amerikanische Sängerin des Modern Jazz.

## Leben und Wirken
Die bei ihren Eltern auf einer Milchfarm Iowas aufgewachsene Waters begann in der Highschool, semiprofessionell zu singen und tourte zunächst regional mit der Jerry Gray Hotel Jazz Band. 1964 zog sie nach New York City, wo Albert Ayler initiierte, dass sie zwei Platten auf dem Free-Jazz-Label ESP-Disk veröffentlichen konnte, Sings (1965) und College Tour (1966). Besonders aufsehenerregend war damals ihre 14 Minuten dauernde freie Interpretation des Folksongs „Black Is the Colour of My True Love’s Hair“ (from Sings). Mit der Band von Marzette Watts nahm sie Ornette Colemans Lonely Woman auf. Sie trat dort aber nicht nur in den Avantgarde-Kreisen auf, sondern auch mit Bill Evans im Village Vanguard, mit Chick Corea, mit John Hicks, mit Jaki Byard, Roland Hanna, Ben Webster sowie Charles Mingus. 1968 tourte sie durch Europa.
1969 verließ sie die Jazz-Szene und zog nach Mill Valley in Kalifornien, wo sie sich als Kassiererin durchschlug, um ihren (und Clifford Jarvis’) Sohn zu erziehen. Sie trat nur noch gelegentlich mit Art Lande, Steve Swallow und Elliott Zigmund auf. Erst 1996 nahm sie mit der Pianistin Jessica Williams wieder ein Album auf, das sie Billie Holiday widmete. 1999 wurde sie auf das Monterey Jazz Festival eingeladen. Mit Burton Greene trat sie 2003 auf dem Visions Festival, aber auch in Europa auf, wo sie 2006 mit Henry Grimes und 2017 mit Burton Greene und Tjitze Vogel gastierte.

## Wirkung
Yoko Ono, Diamanda Galás und Patti Smith haben Patty Waters als wichtigen Einfluss angegeben. Die Rockband Telstar Ponies coverte ihren Song „Moon, Don’t Come Up Tonight“ und nannten einen ihrer eigenen Songs „Patty Waters“.

## Diskographische Hinweise
- 1965 Sings (ESP-Disk)
- 1966 College Tour (ESP-Disk, beide Alben jetzt als CD The Complete ESP-Disk Recordings, mit Giuseppi Logan, Dave Burrell, Perry Lind, C. Scoby Stroman)
- 1996 Love Songs (Jazz Focus, mit Jessica Williams)
- 2005 Happiness Is a Thing Called Joe: Live in San Francisco 2002 (DBK Works)
- 2020 An Evening in Houston (Clean Feed, mit Burton Greene, Mario Pavone, Barry Altschul)